# Blecaute no Rio Grande do Sul em 1997
Um grande blecaute atingiu o estado brasileiro do Rio Grande do Sul entre os dias 21 e 22 de dezembro de 1997, domingo e segunda-feira. Uma sabotagem em quatro isoladores de energia nas torres de transmissão que ligam Santa Catarina ao Rio Grande do Sul obrigou a CEEE, AES Sul e RGE a realizarem cortes alternados de energia elétrica que atingiram todos os 467 municípios do estado. Foi considerado o maior blecaute ocorrido no Rio Grande do Sul até aquele momento.

## O blecaute
Começou às 16h45min de domingo, dia 21, com a quebra dos quatro isoladores de energia entre Rio Grande do Sul e Santa Catarina por vândalos. Com durações de 40 minutos a uma hora, os blecautes atingiram vários bairros de Porto Alegre e todos os municípios do interior do estado, deixando cerca de 3 milhões de consumidores sem luz, cerca de 30% da população.
Serviços essenciais na polícia, hospitais, asilos e bombeiros foram paralisados. Por volta das 21h45min, um terço do estado ficou às escuras com um corte de 800 a 1.000 megawatts, interrompendo uma cerimônia que ocorria no Centro de Eventos da PUCRS, em Porto Alegre. O problema começou a ser solucionado na manhã do dia 22, com o conserto da linha Itá-Gravataí. A transmissão da linha Campos Novos-Gravataí foi restabelecida pela Eletrosul por volta das 14h.
A sabotagem no sistema de transmissão se deu em protesto contra a privatização da Eletrosul, na época subsidiária da estatal Eletrobras. Na época, o Rio Grande do Sul importava 70% do seu consumo pelas linhas atingidas. Apenas 30% da energia era produzida no estado. Com o ataque, o Rio Grande do Sul ficou sem o fornecimento de 1.700 megawatts, enquanto que a demanda durante os dois dias era de 2.700 megawatts.

### Transtornos nas cidades
Em Santo Ângelo, noroeste do estado, os cortes começaram às 18h30min de domingo e às 21h houve blecaute geral, restabelecido parcialmente às 23h30min. Quatro cirurgias deixaram de ser realizadas na manhã de segunda-feira, dia 22, nos hospitais Santa Izabel e Nossa Senhora de Lourdes. O fornecimento só voltou ao normal à tarde.
Em Cruz Alta, também na região noroeste, foram registrados cortes de energia durante sete horas, do domingo até a manhã de segunda-feira. Em Ijuí, os problemas foram contornados na manhã de segunda-feira com a reativação da Usina do Passo do Ajuricaba, que pôde atender a cerca de 40% da demanda do município.
A cidade de Caxias do Sul, na Serra Gaúcha, teve seu trânsito congestionado com a falta de energia nos semáforos. Também foi prejudicado o fornecimento de água a 85% do município pelos sistemas Maestra e Faxinal, movimentados por bombas de recalque que abasteciam as estações Celeste Gobatto e Parque Imprensa. Houve também prejuízo ao comércio e indústria.
Após vários cortes registrados desde domingo, em Passo Fundo, a situação só foi normalizada às 10h30min de segunda-feira. A falta de energia estragou produtos perecíveis em mercados e açougues.